# Лошинь (аэропорт)
Аэропорт Лошиня (ИАТА: LSZ, ИКАО: LDLO) — гражданский аэропорт в Хорватии, расположенный на острове Лошинь. Аэропорт находится в 6 км от города Мали Лошинь.
Аэропорт предназначен в первую очередь для обслуживания местных и чартерных рейсов, выполняемых в курортный сезон. Взлётно-посадочная полоса аэропорта способна принимать только небольшие самолёты. В настоящее время планируются работы по увеличению её длины с 900 до 1260 метров.